# سامية العنسي
سامية محمد ناصر العنسي مذيعة يمنية من الرائدات في الاعلام اليمني استمر مشوارها المهني لأكثر من 45 عاما، حيث عملت في إذاعة صنعاء لأكثر من 35 عاما. ولدت في السادس من يناير 1962م، في حي المطبعة في مدينة تعز. وهي ابنة الشاعر الكبير محمد ناصر العنسي، درست في كلية الآداب قسم لغة عربية.

### المسيرة الدراسية والعملية للمذيعة سامية العنسي
تعمل: إعلامية; كاتبة; ناشطة حقوقية; مذيعة. الجنسية: يمنية أم لخمسة ابناء
كانت سامية من هواة الإلقاء في الإذاعة المدرسية من ثم عملت موظفة رسمية في الإذاعة في تعز عام 1977 تقريبا". شاركت في البث التلفزنوي التجريبي المؤقت في مدينة تعز 1978-1979م، لمدة ثلاثة أشهر ظهرت من خلالها عبر قراءة نشرة الأخبار". عملت في إذاعة تعز لمدة ثلاث سنوات حتى أكملت الثانوية وانتقلت بعدها الى صنعاء بهدف الالتحاق بالجامعة والعمل في تلفزيون صنعاء لمدة عام في تلفويون صنعاء. قررت بعدها العودة إلى الاذاعة المسموعة وعملت لمدة خمسة وثلاثون عاما في اذاعة صنعاء.